# Chablis (Yonne)
Chablis es una localidad y comuna francesa situada en la región de Borgoña, departamento de Yonne, en el distrito de Auxerre. Es el chef-lieu y mayor población del cantón de su nombre.

## Demografía
| 2203 | 2271 | 2287 | 2410 | 2603 | 2456 | 2583 | 2601 | 2272 | 2335 | 2339 | 2300 | 2215 | 2190 | 2379 | 2318 | 2353 | 2281 | 2254 | 2020 | 1741 | 1892 | 1935 | 1838 | 1796 | 1655 | 2004 | 2287 | 2408 | 2414 | 2569 | 2594 | 2482 |
| Para los censos de 1962 a 1999 la población legal corresponde a la población sin duplicidades (Fuente: INSEE [Consultar]) |      |      |      |      |      |      |      |      |      |      |      |      |      |      |      |      |      |      |      |      |      |      |      |      |      |      |      |      |      |      |      |      |

La aglomeración urbana definida por el INSEE se limita a la propia comuna.
Gráfico de evolución de la población.

## Hermanamientos
- Oberwesel,  Alemania
- Ferrière,  Bélgica